# Hyundai Excel
Hyundai Excel, známý také jako Hyundai Pony, Hyundai Pony Excel, Hyundai Presto, Mitsubishi Precis a Hyundai X2, je automobil vyráběný jihokorejskou automobilkou Hyundai v letech 1985 až 2000. Byl to první vůz s pohonem předních kol vyráběný tímto jihokorejským výrobcem. Řada Excel nahradila model Hyundai Pony, jenž měl pohon zadních kol.

## Specifikace
Excel vycházel z druhé generace modelu Mitsubishi Mirage, ale dostal vlastní design karoserie od Giorgetta Giugiara. Excel byl k dispozici ve verzích tří- nebo pětidveřový hatchback a čtyřdveřový sedan. Excel byl prvním vozem Hyundai, který byl exportován do Spojených států.
Excel byl k dispozici s manuální nebo automatickou převodovkou spojenou se čtyřválcovým motorem s nasáváním karburátorem nebo s vstřikováním paliva, v závislosti na trhu a modelovém roce.
Původně měl být Excel v roce 1990 nahrazen modelem Elantra, ale nakonec se prodával ještě čtyři roky, než byl v modelovém roce 1995 nahrazen modelem Hyundai Accent. Od roku 1990 existovala varianta kupé s názvem Hyundai Scoupe, která byla v roce 1996 nahrazena modelem Hyundai Coupé.

## Názvy
Na některých trzích, včetně evropských, se Excel prodával pod označením Hyundai Pony, ačkoli nemá přímou souvislost se svým stejnojmenným předchůdcem s pohonem zadních kol. V Jižní Koreji byla verze hatchback známá jako Hyundai Pony Excel a verze sedan jako Hyundai Presto.

### Mitsubishi Precis
Od jara 1987 prodával japonský výrobce Mitsubishi model Excel také ve Spojených státech pod označením Mitsubishi Precis. V roce 1988 přibyl do nabídky sportovnější model Precis RS, který znamenal zavedení pětistupňové manuální převodovky, jež se montovala i do lepší výbavy standardního modelu LS. Precis se přestal vyrábět v roce 1994.

## První generace (X1; 1985-1989)

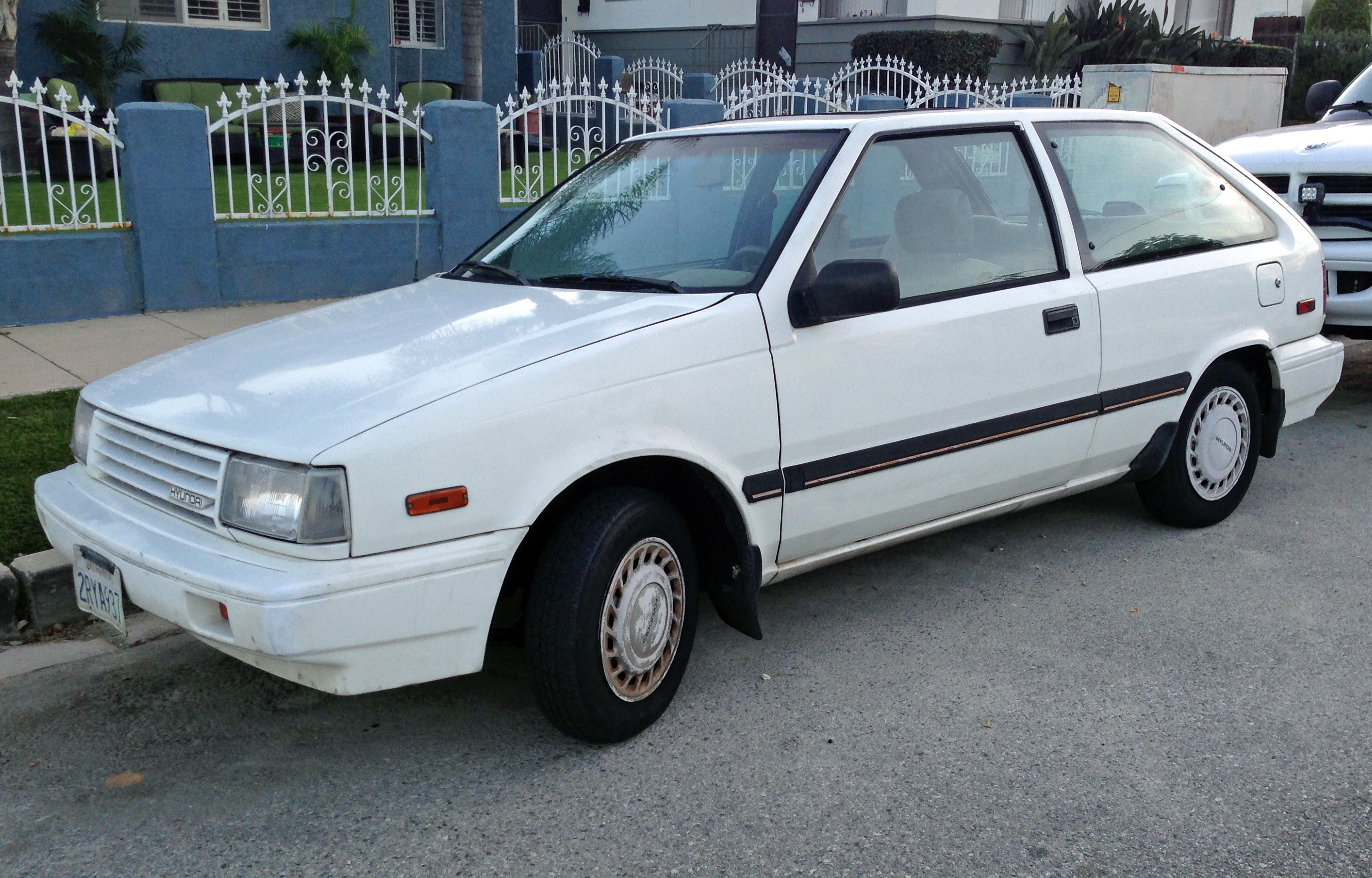
Hyundai Excel GL (třídveřový, 1989)

Model Excel byl představen jako náhrada modelu Hyundai Pony. Ve Spojených státech byl prvním a jediným modelem společnosti (předchozí Pony se zde nesměl prodávat, protože nesplňoval federální emisní normy), ale díky ceně 4 995 dolarů a ocenění časopisem Fortune jako "Nejlepší produkt" vytvořil rekord pro první rok dovozu, když se ho prodalo 168 882 kusů, což pomohlo zvýšit celkovou produkci automobilky Hyundai přes jeden milion vozů do roku 1986. Podobný prodejní úspěch se podařilo zopakovat i v Austrálii, kde se prodával za 9 990 australských dolarů.
V Evropě vůz pokračoval v označení Pony. Byl mnohem modernější než jeho předchůdce, měl nové motory, pohon předních kol a zcela nový design. K dispozici byly řadové čtyřválce o objemu 1,3 litru a 1,5 litru s výkonem 66 koní (49 kW), resp. 71 koní (53 kW). Na domácím jihokorejském trhu se hatchback prodával pod názvem "Pony Excel" a sedan se jmenoval Hyundai Presto. V Evropě se Pony model 1985 prodával pouze jako pětidveřový hatchback. Na rozdíl od prvního sedanu Pony měl sedan Pony/Excel X1 zavazadlový prostor oddělený od prostoru pro cestující.

### Facelift v roce 1987
S faceliftem v roce 1987 dostalo jméno Pony v Evropě přídomek XP, který se objevil i na označení na samotném voze. Po faceliftu se do Evropy vrátily karoserie třídveřový hatchback a čtyřdveřový sedan. Byla ukončena výroba motoru o objemu 1,3 litru, motor o objemu 1,5 litru zůstal beze změny. V Evropě přibyl čtvrtý stupeň výbavy LE, který byl novým základním stupněm, po němž následovaly již zavedené výbavy L, GL a GLS. Všechny výbavové stupně bylo možné kombinovat se všemi třemi karosářskými verzemi. Automatická převodovka byla opět k dispozici pouze pro model GLS.

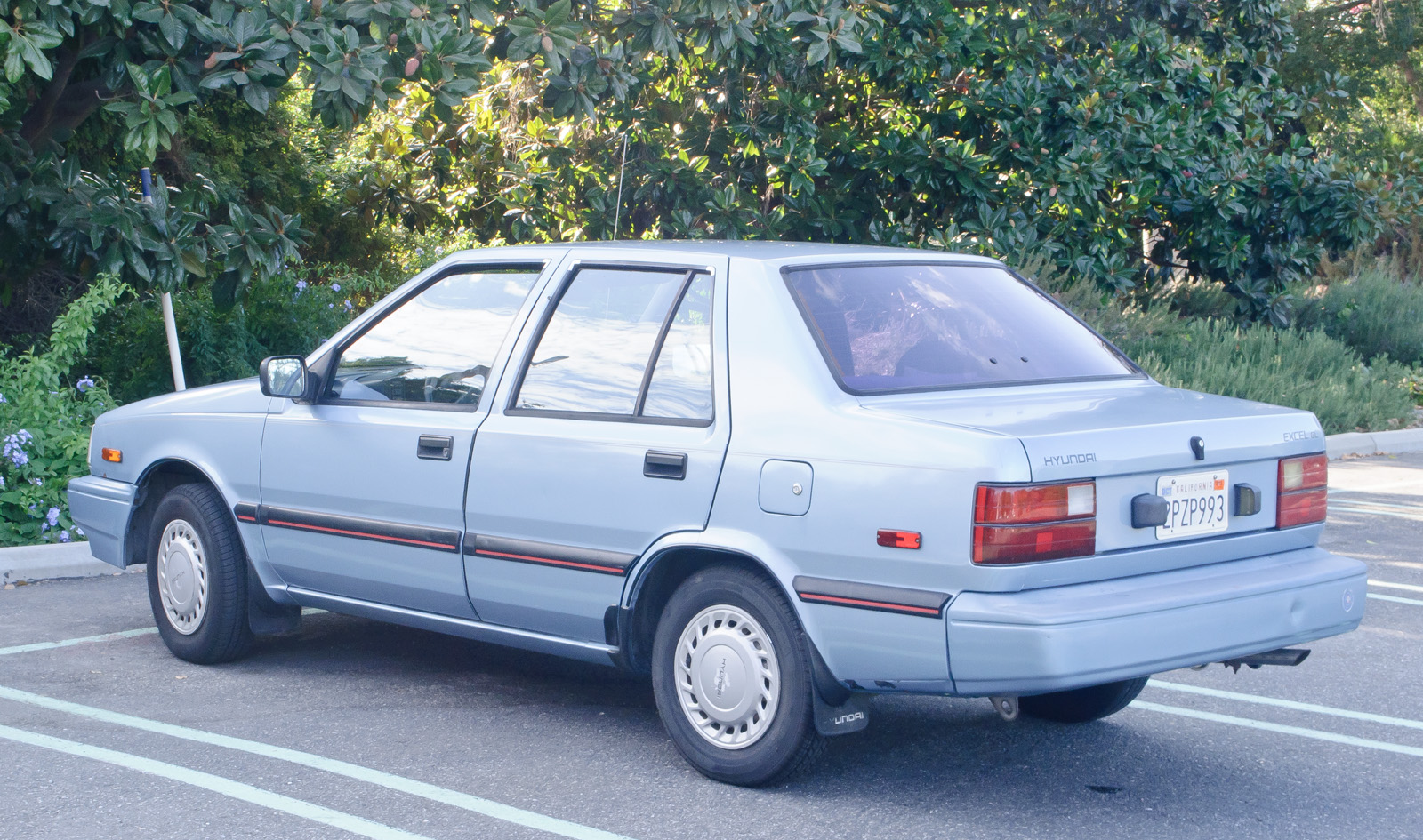
Hyundai Excel (sedan, 1989)
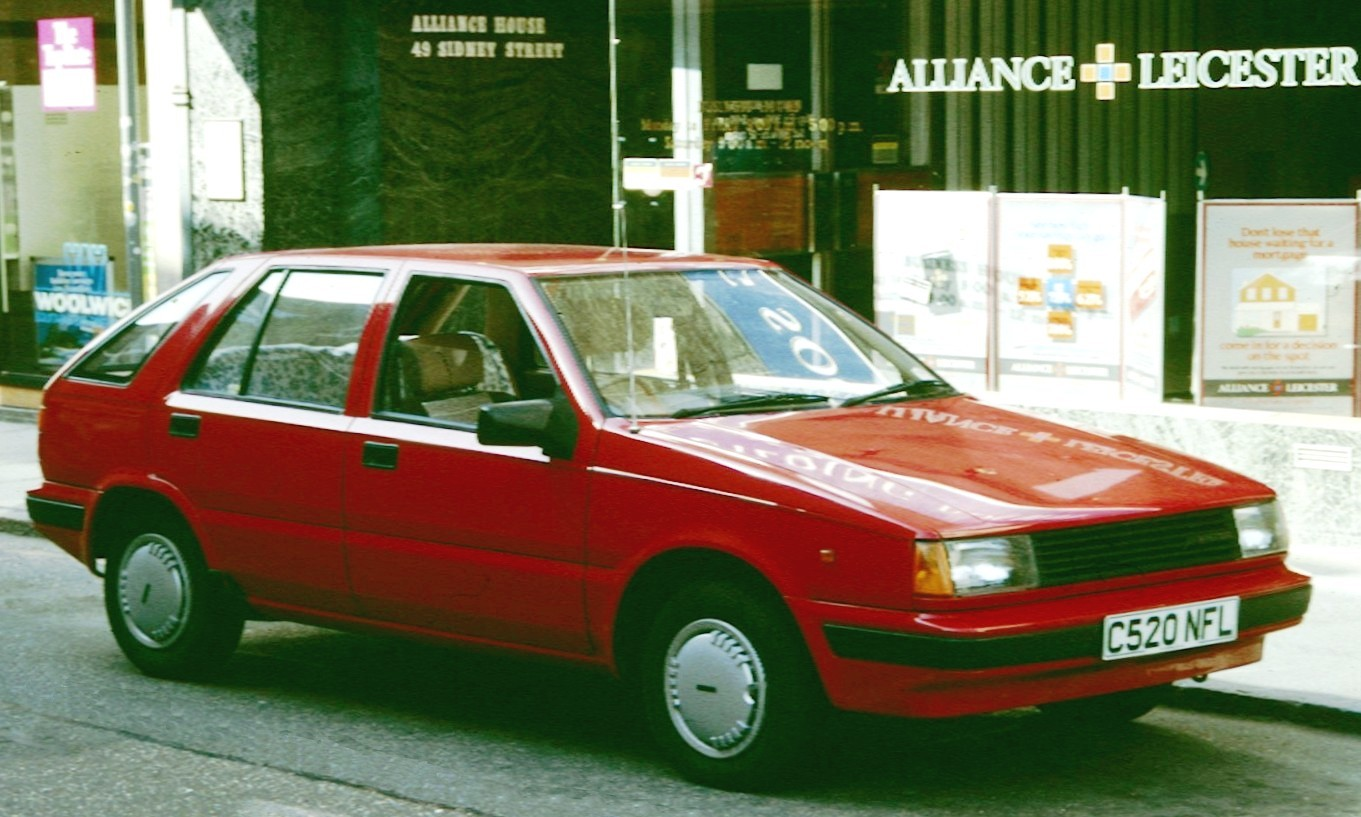
Hyundai Excel (zde pod názvem Pony, 1986)

## Druhá generace (X2, 1989-1995)

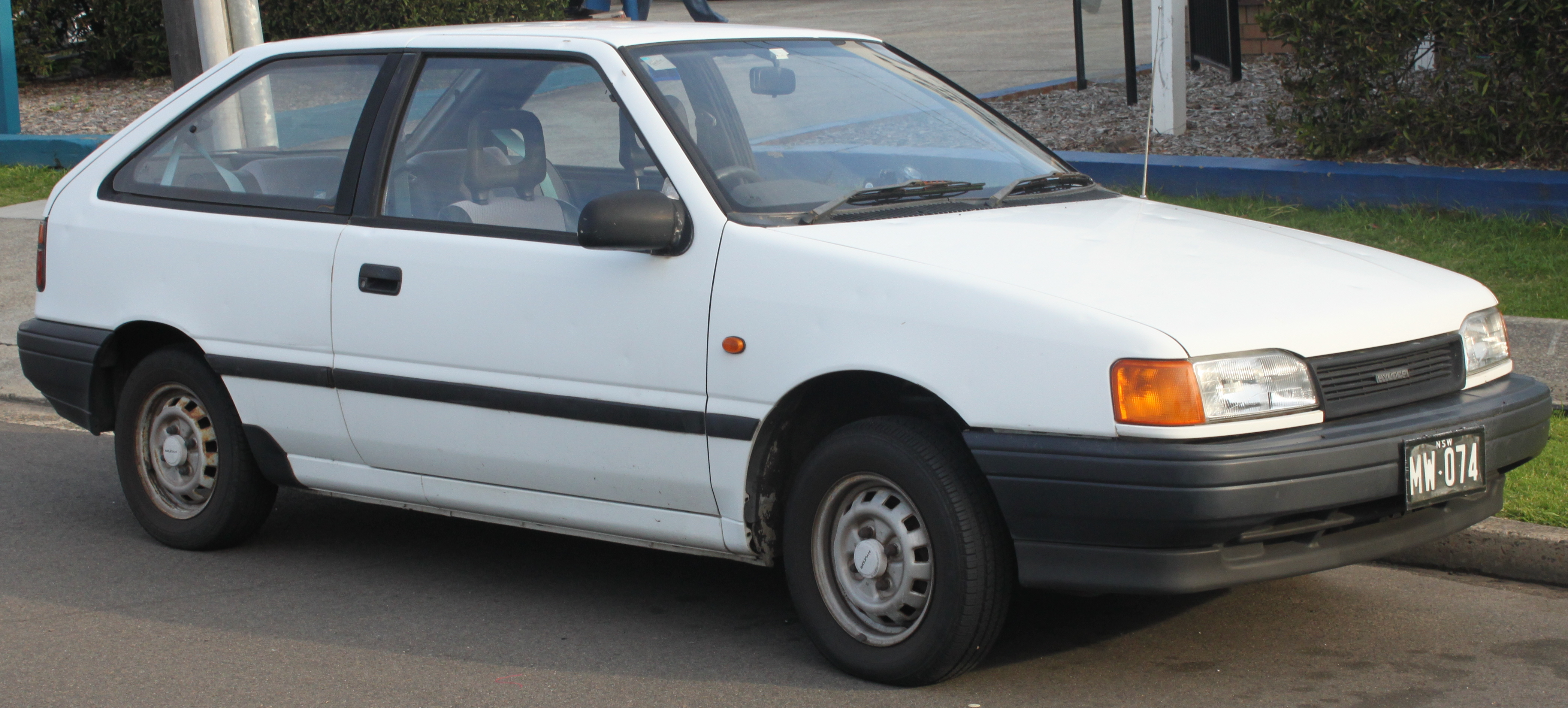
Hyundai Excel (1990)

Excel z roku 1989 byl spíše dalším faceliftem, než úplně novou generací. Představena byla nová verze motoru o objemu 1,5 litru s elektronickým vstřikováním paliva místo karburátoru. Tento motor 1,5 MPI dosahoval výkonu 85 koní (62 kW).
Design z roku 1989 měl velmi krátkou životnost: s modelovým rokem 1990 se objevil další facelift. Došlo také k přejmenování čtyřdveřového Pony Sedanu na Excel i v Evropě. Tento přechod probíhal postupně, například v nizozemské brožuře z roku 1989 jsou zobrazeny fotografie sedanu s označením Pony, zatímco text odkazuje na Excel. V brožuře z roku 1990 je pak už zobrazen skutečný Excel.
Motor 1,5 MPI nebyl v pětidveřovém Pony nabízen. Naopak jak třídveřový hatchback Pony, tak čtyřdveřový sedan Excel se dodávaly v rozsáhlém množství provedení.
Druhá generace modelu Excel prošla v roce 1990 faceliftem a mírně se zvětšila, její motor dostal vícebodové vstřikování paliva a nabízela se nová čtyřstupňová automatická převodovka.
Excel s motorem 1.3 litrů sdílel tento motor i převodovku s Mitsubishi Colt.

### Facelift v roce 1990
Design modelu Excel z roku 1989 byl blízký zcela novému modelu Sonata, který byl v Evropě uveden na trh v modelovém roce 1989. Středně velká Sonata, nástupce modelu Stellar, prošla faceliftem již pro modelový rok 1990. Koncem roku 1991 následoval i facelift modelu Excel, který si zachoval podobnost s modelem Sonata. Nejvýrazněji se projevila přední část, kde byly oranžové čočky blinkrů všech tří vozů nahrazeny čirými a světlomety se staly méně obdélníkovými.

Od roku 1991 nesly verze s motorem 1.5 označení 1.5i, které vyjadřovalo vstřikování paliva.

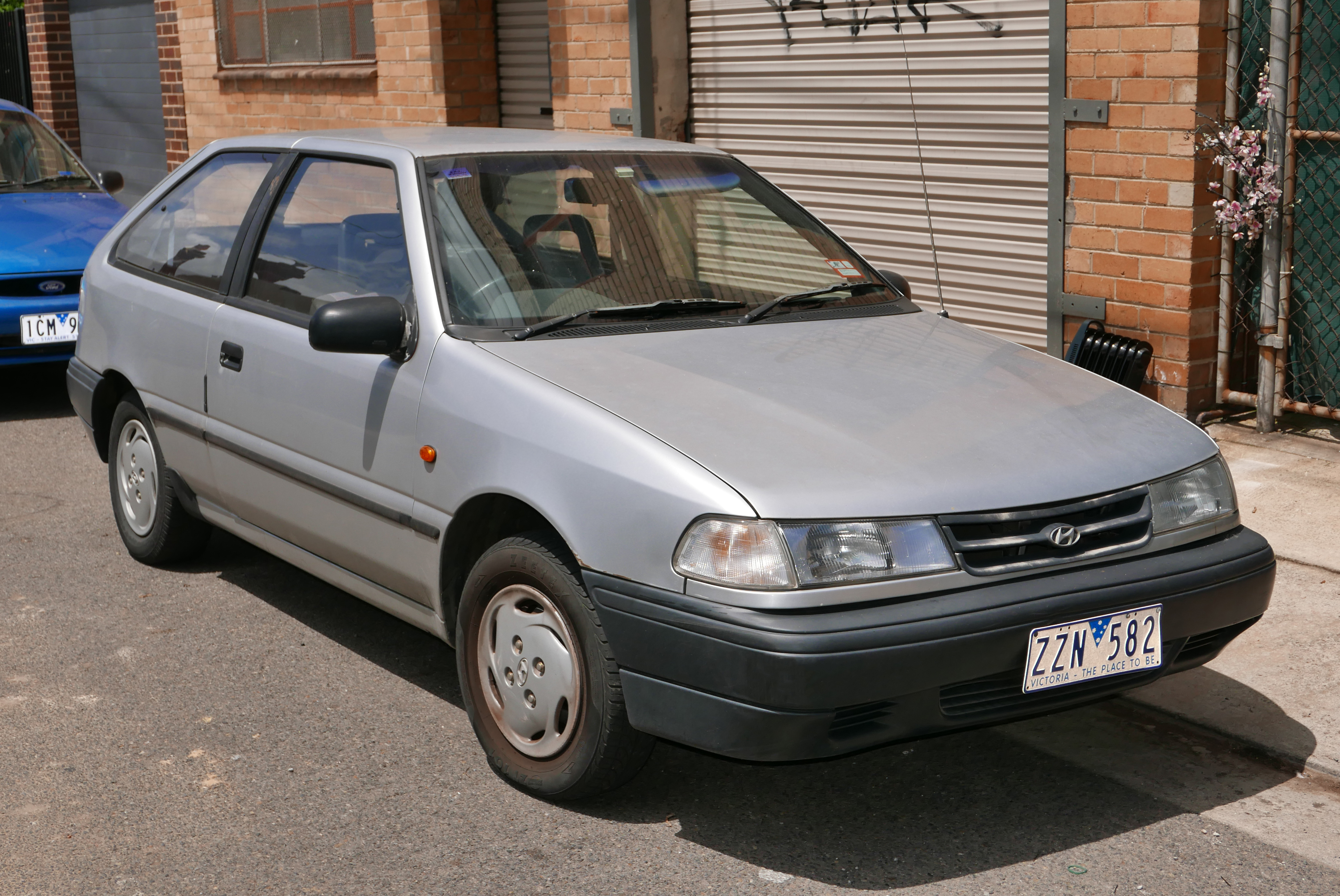
Hyundai Excel (facelift, 1993)
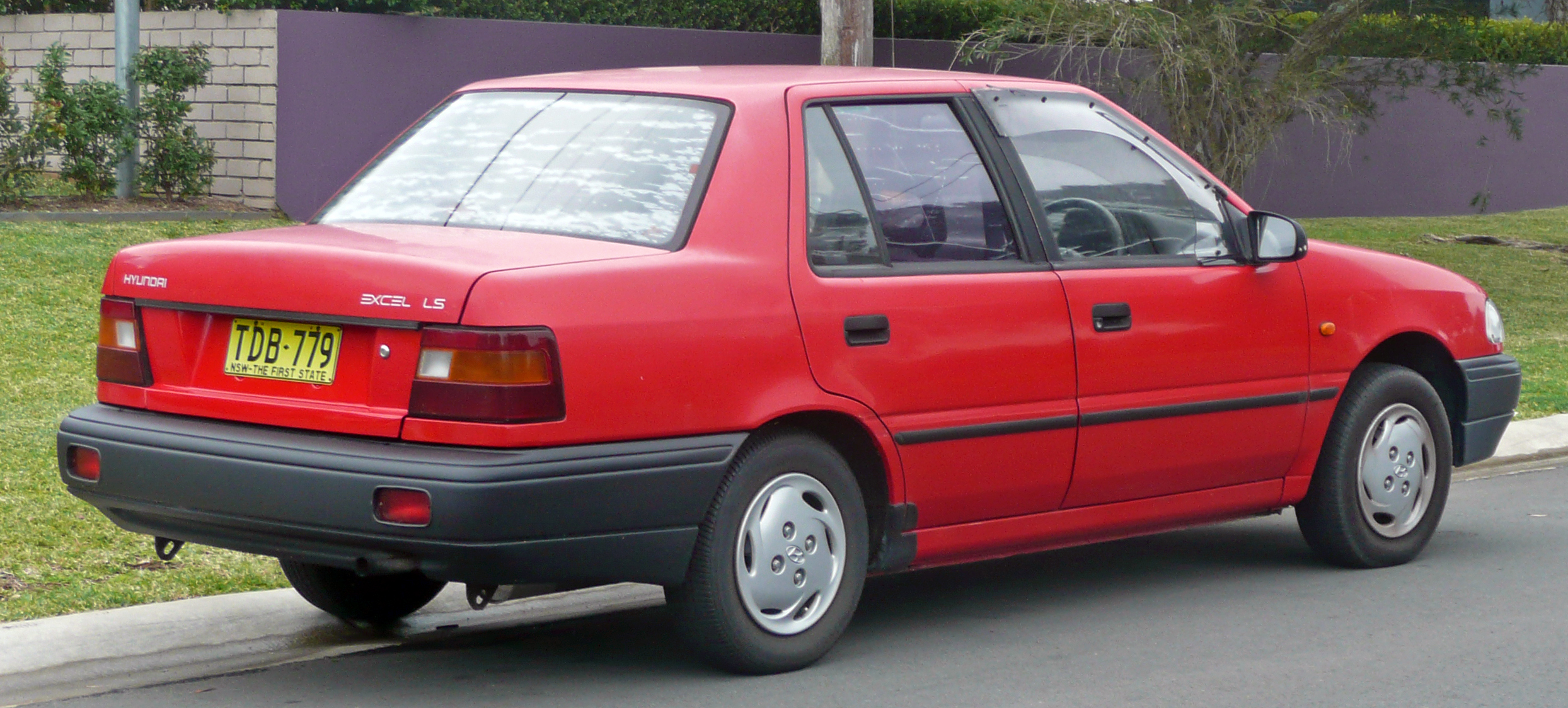
Hyundai Excel sedan (facelift)